# Siroko, Xanthi
Siroko este un sat semimuntos din Tracia în Prefectura Xanthi situat la o altitudine de 330 de metri.

## Informații generale
Siroko se află la 8 km distanță față de Xanthi și la 11 km față de Sminthi. La vest de sat trec drumul național Drama - Xanthi și râul Kosynthos. Din punct de vedere cultural, Siroko este inclus în satele pomace din Xanthi, iar numele său în dialectul pomac este Șiroko Paliano. Conform planului Kallikratis se încadrează în municipalitatea Myki și, conform recensământului din 2021, are o populație de 112 locuitori.
Puțini tineri mai locuiesc astăzi în sat. Mulți din aceștia au plecat în străinătate în țări precum Turcia, în timp ce majoritatea s-au mutat la orașe. Economia satului se bazează pe cultivarea tutunului și creșterea animalelor. Ceaiul de munte este cultivat în special în Siroko, care este cunoscut pentru proprietățile sale terapeutice. Clima și solul satului favorizează, de asemenea, creșterea plantelor aromatice și medicinale, cum ar fi cimbrul, salvia și teiul. Flora bogată a zonei face ca Siroko să fie special, iar locuitorii folosesc aceste plante pentru prepararea băuturilor terapeutice tradiționale.
Siroko se remarcă prin peisajele sale unice, frumusețea naturală și aerul curat. Este ascuns într-o vale, între munți, oferind priveliști excelente și un mediu liniștit. Mulți vizitatori din orașe vin pentru drumeții și pentru a vizita vechile fântâni arteziene construite de foștii locuitori. În weekenduri devine o destinație ideală pentru cei care doresc să se bucure de aerul curat al naturii. 
Satul își păstrează rădăcinile adânci în cultura pomacă, iar populația sa este formată în principal din musulmani turci. Satul poartă urme ale perioadei otomane, cu clădiri și relicve culturale care aduc aminte de istoria sa.